# County Championship
Il County Championship è il campionato nazionale inglese e gallese di cricket, di tipo First Class. Il torneo viene disputato ogni anno da 18 club divisi in due categorie. Ogni club porta il nome e rappresenta una delle contee dell'Inghilterra (17) e del Galles (1).

## Storia
Contee first-class (che competono nel County Championship)
     Contee nazionali (contee minori)
     Altre contee

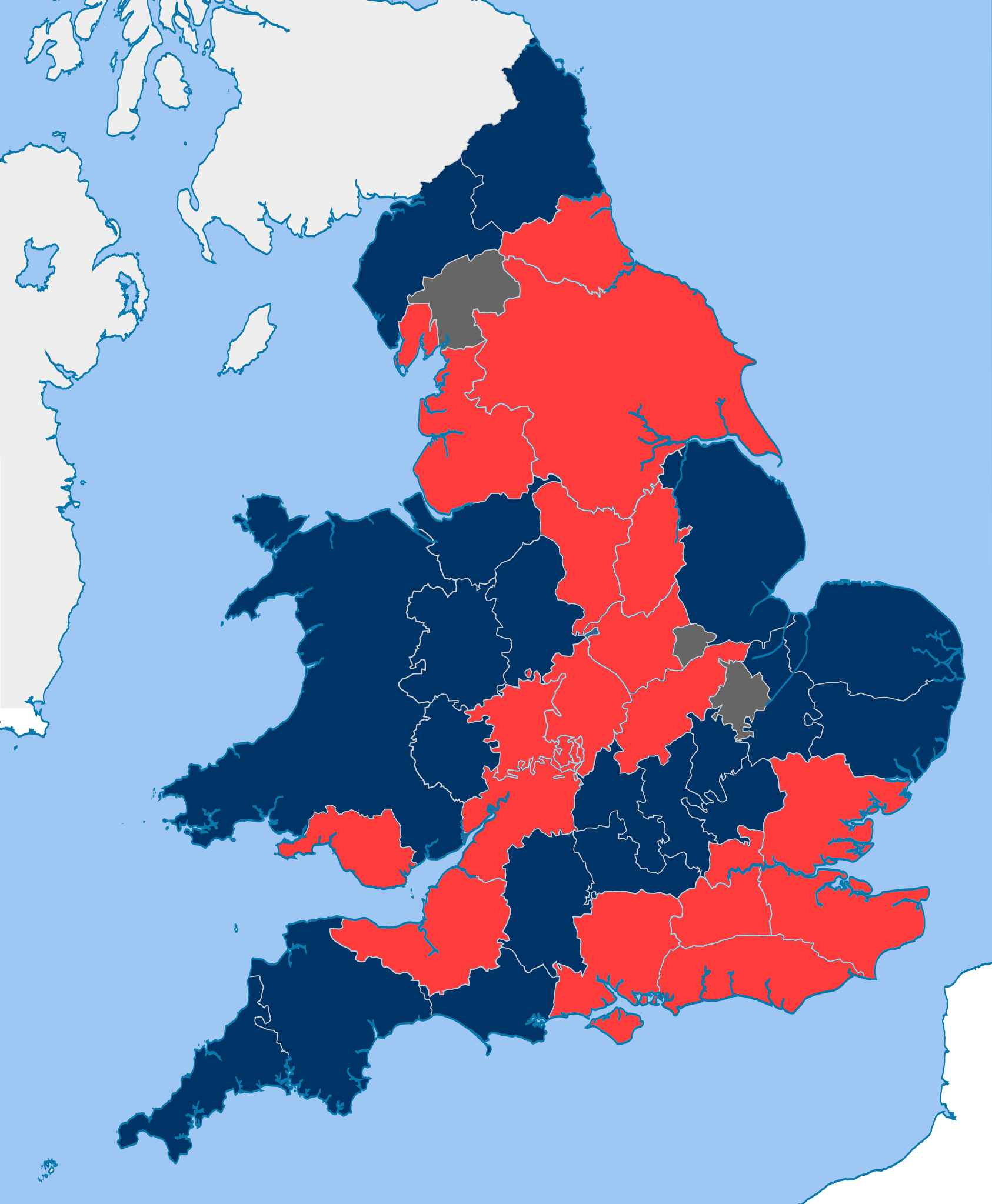
Club di cricket di contea in Inghilterra e Galles:
Contee first-class (che competono nel County Championship)
Contee nazionali (contee minori)
Altre contee

Il County Championship è stato ufficialmente fondato in una riunione al Lord's Cricket Ground dei dirigenti dei club rappresentanti le contee tradizionali nel 1889, la competizione partì l'anno seguente con otto squadre partecipanti. Nel corso degli anni il torneo è stato espanso in più occasioni, l'ultimo team ad unirsi alla competizione è stato il Durham County Cricket Club nel 1992. A partire dal 2000 il torneo è stato suddiviso in due giorni con un sistema di promozioni e retrocessioni.

## Formula
Le squadre sono divise in due categorie da 9 team ciascuna chiamate Division 1 e Division 2. Ogni squadra affronta due volte tutti gli avversari della propria Division (disputando quindi 16 partite totali), una volta in casa ed una in trasferta. Per ogni partita vengono assegnati dei punti in base al risultato e alcuni punti bonus che dipendono dalle prestazioni in battuta e al lancio. Al termine della stagione le due peggiori squadre della Division 1 vengono retrocesse, al contempo le due migliori squadre della Division 2 vengono promosse nella categoria maggiore.

### Sistema di punteggio
- Vittoria: 16 punti
- Tie:  8 punti
- Draw: 5 punti
- Sconfitta: 0 punti

In base alla performance della squadra nei primi 110 overs del primo innings una squadra può ricevere i seguenti punti bonus, questi punti vengono guadagnati indipendentemente dal risultato dell'incontro.
- Battuta:
  - 200-249 runs: 1 punto
  - 250-299 runs: 2 punti
  - 300-349 runs: 3 punti
  - 350-399 runs: 4 punti
  - Più di 400 runs: 5 punti

- Lancio:
  - 3-5 wicket: 1 punto
  - 6-8 wicket: 2 punti
  - 9-10 wicket: 3 punti

## Classifica
| Club             | Titoli           | Vittorie |
| ---------------- | ---------------- | --- |
| Yorkshire        | 31 + 1 condiviso | 1893, 1896, 1898, 1900, 1901, 1902, 1905, 1908, 1912, 1919, 1922, 1923, 1924, 1925, 1931, 1932, 1933, 1935, 1937, 1938, 1939, 1946, 1949 (condiviso), 1959, 1960, 1962, 1963, 1966, 1967, 1968, 2001, 2014 |
| Surrey           | 18 + 1 condiviso | 1890, 1891, 1892, 1894, 1895, 1899, 1914, 1950 (condiviso), 1952, 1953, 1954, 1955, 1956, 1957, 1958, 1971, 1999, 2000, 2002, 2018                                                                         |
| Middlesex        | 10 + 2 condivisi | 1903, 1920, 1921, 1947, 1949 (condiviso), 1976, 1977 (condiviso), 1980, 1982, 1985, 1990, 1993 |
| Lancashire       | 8 + 1 condiviso  | 1897, 1904, 1926, 1927, 1928, 1930, 1934, 1950 (condiviso), 2011 |
| Warwickshire     | 7                | 1911, 1951, 1972, 1994, 1995, 2004, 2012 |
| Kent             | 6 + 1 condiviso  | 1906, 1909, 1910, 1913, 1970, 1977 (condiviso), 1978 |
| Essex            | 6                | 1979, 1983, 1984, 1986, 1991, 1992 |
| Nottinghamshire  | 6                | 1907, 1929, 1981, 1987, 2005, 2010 |
| Worcestershire   | 5                | 1964, 1965, 1974, 1988, 1989 |
| Durham           | 3                | 2008, 2009, 2013 |
| Glamorgan        | 3                | 1948, 1969, 1997 |
| Leicestershire   | 3                | 1975, 1996, 1998 |
| Sussex           | 3                | 2003, 2006, 2007 |
| Hampshire        | 2                | 1961, 1973 |
| Derbyshire       | 1                | 1936 |
| Gloucestershire  | 0                | |
| Northamptonshire | 0                | |
| Somerset         | 0                | |